# Comandante generale
Quella di comandante generale, è la massima posizione gerarchica prevista dagli ordinamenti militari che la prevedono. Tale posizione è rivestita solo ed esclusivamente da un Generale di corpo d'armata. Il Comandante Generale risulta essere la massima autorità nonché il vertice supremo della gerarchia di un corpo militare. 

## Nell'ordinamento militare italiano
In Italia questa figura è prevista per l'Arma dei Carabinieri, per la Guardia di Finanza e per il Corpo delle Capitanerie di Porto - Guardia Costiera.
Il Comandante Generale dell'Arma dei Carabinieri può essere convocato al Consiglio Supremo di Difesa.
I Comandanti Generali rispondono direttamente dei corpi comandati ai ministeri rispettivamente competenti, il Comandante dell'Arma dipende gerarchicamente dal Capo di Stato Maggiore della difesa.